# VII Legislatura da Terceira República Portuguesa
A VII Legislatura foi a legislatura da Assembleia da República Portuguesa resultante das eleições legislativas de 1 de outubro de 1995. Durou de 27 de Outubro de 1995 a 24 de Outubro de 1999.
Aprovou a quarta revisão da Constituição.

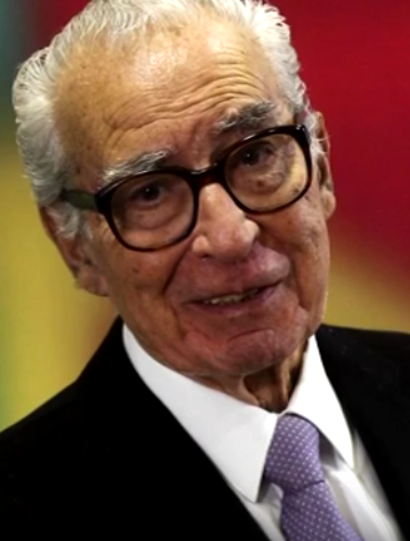
António de Almeida Santos, presidente da Assembleia da República durante a VII Legislatura
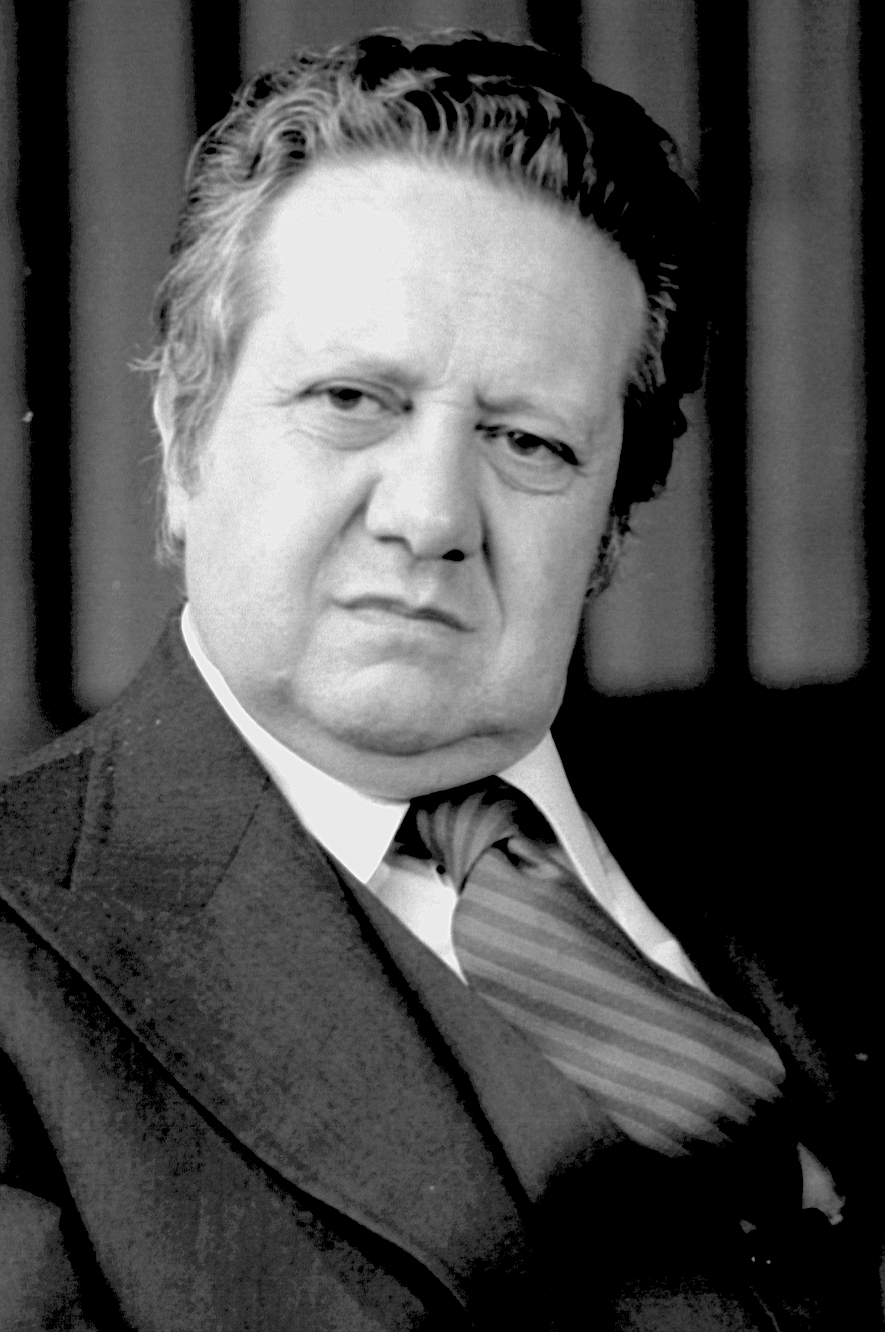
Mário Soares, presidente da República no início da VII Legislatura
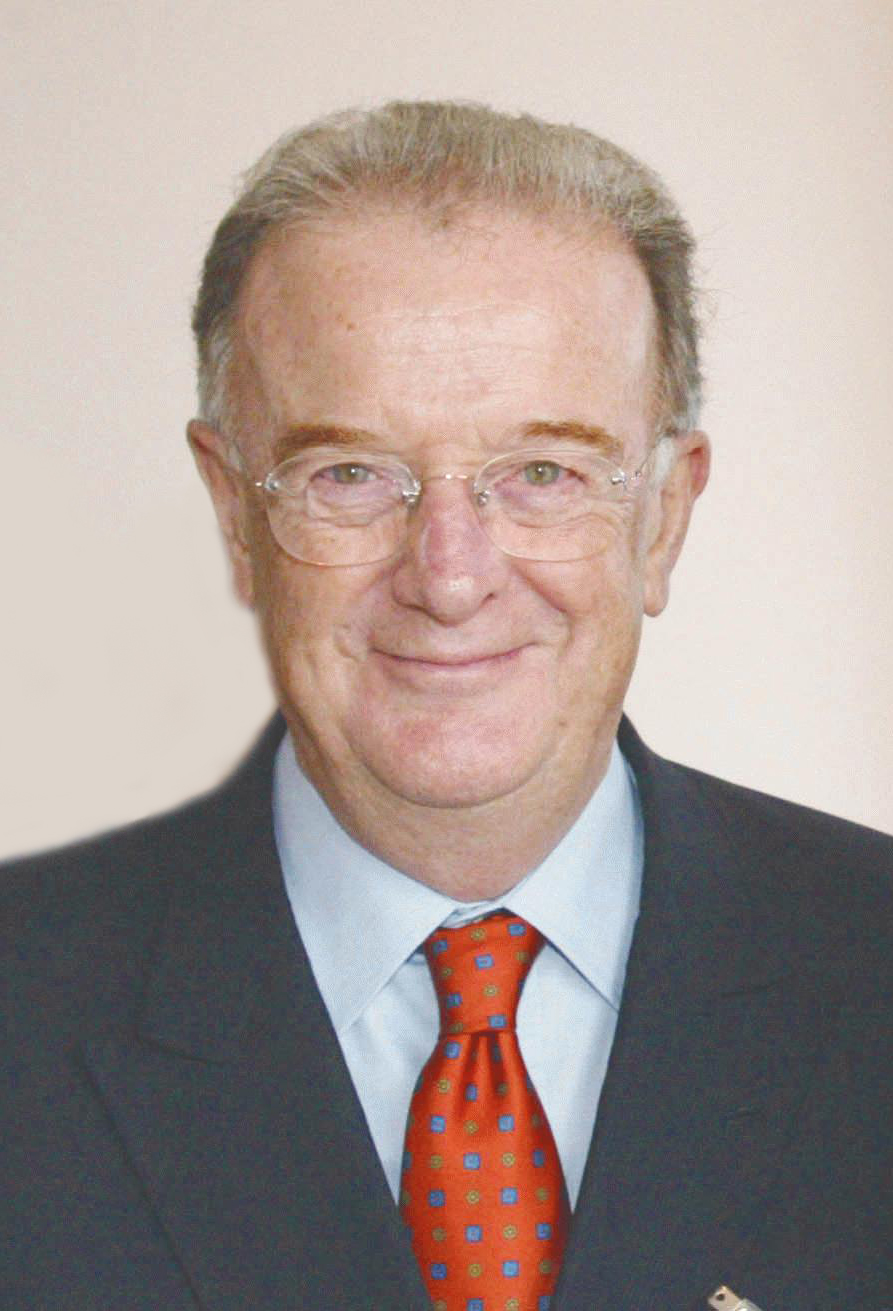
Jorge Sampaio, presidente da República ao longo da maior parte da VII Legislatura
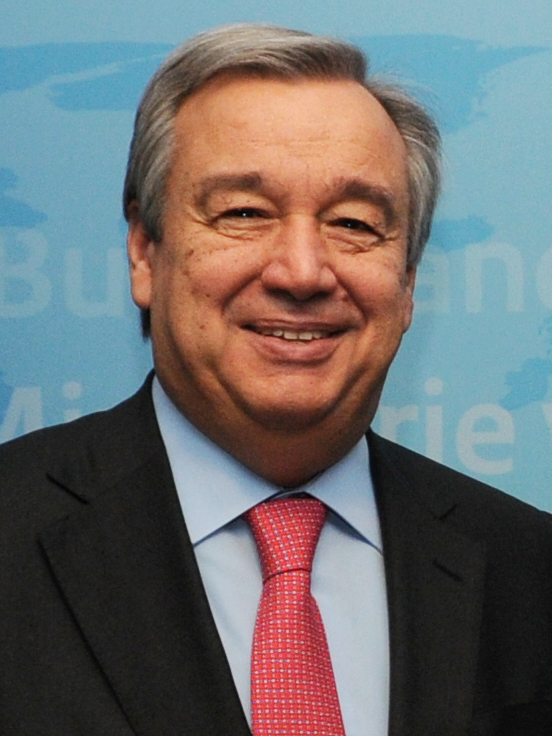
António Guterres, primeiro-ministro do XIII Governo Constitucional